# Ebo distinctivus
Ebo distinctivus är en spindelart som beskrevs av Lyakhov 1992. Ebo distinctivus ingår i släktet Ebo och familjen snabblöparspindlar. Inga underarter finns listade i Catalogue of Life.